# Отрута (Доктор Хаус)
«Отрута» (англ. Poison)  — восьма серія першого сезону американського телесеріалу «Доктор Хаус». Прем'єра епізоду проходила на каналі FOX 25 січня 2005. Доктор Хаус і його команда мають врятувати школяра Метта Дейвіса у якого починаються галюцинації на іспиті з математики. А потім він знепритомнів. Хаус вирішує, що це симптоми отруєння якоюсь таємничою отрутою. В цей час в іншого школяра, який зовсім не пов'язаний з Меттом, з'являються ті ж симптоми. А у клініку в цей час приходить щаслива жінка похилого віку.

## Сюжет
В п'ятницю о 8 ранку школяр Мєтт пише екзаменаційну роботу по алгебрі. Раптово йому стає зле, він намагається перепросити, щоб покинути аудиторію та вийти до туалету, однак вчитель під приводом, що Мєтт може мати спільника, який допоможе йому скласти екзамен, відмовляє. Побачивши, що школяру дійсно зле вчитель погоджується відпустити його до туалету але у супроводі, однак в цей час в Мєтта вже виникають слухові та зорові галюцинації. Він підводиться із за парти робить декілька кроків та втрачає свідомість.
Доктор Форман презентує історію хвороби хлопця доктору Хаусу, вказуючи на наявність у пацієнта нудоти, дезорієнтації та брадикардії (пульс 48 ударів на хвилину). Хаус скептично ставиться до випадку — намагається зрозуміти особисту зацікавленість Форман (можливо він знайомий з хлопцем або його мати приваблива). Форман намагається апелювати до того факту, що лікування атропіном не усуває брадикардію. Хаус вказує, що оскільки хлопець підліток — справа у наркотиках, тому в швидкій потрібно дати пацієнту налоксон та адсорбенти. Форман не погоджується — вказуючи на те, що аналізи на токсини негативні, зберігається дезорієнтація, КТ не виявило патологій та немає ознак інфекцій або діабету. Хаус продовжує підозрювати Формана у власній зацікавленості та під приводом що йому особисто та Форману байдуже на пацієнта — погоджується лікувати хлопця.
Команда Хауса збирається на диференційний діагноз. Поступово відкидаються такі діагнози як шигельоз та вірусний міокардит. Ставиться під сумнів результат аналізу на токсини. Чейз пропонує версію, що це отруєння 1,4-бутандіолом («тонером для ксерокса»), Хаус пояснює, що його вживають як легальний наркотик який імітує діє гамаоксибутирату та дає завдання Форману та Кемірон обшукати дім пацієнта, а Чейзу збільшити дозу атропіна до 2 мл з метою усунути брадикардію.
Чейз намагається поговорити з Метом, який знаходиться в палаті інтенсивної терапії, та дізнатися вживав він вранці наркотики чи ні. Однак Мєтт відповідає нерозбірливо та не виконує прохання лікаря стиснути його пальці своїми. Втручається мати Мєтта, міс Девіс, яка наполягає на тому, що її син не вживає наркотики. Вона з Чейзом дискутує про обставини вживання наркотиків підлітками. У Мета починається судомний напад. Чейз призначає терміново ввести 10 мг діазепаму. Через вікно палати за судомним нападом Мета спостерігає Хаус, його обличчя виражає стурбованість.
Кемірон та Форман обшукують кімнату Метта, та спілкуються про те, чому Хаус вважає що Форман раніше вживав наркотики та про залежність Хауса від опіатних знеболюючих. Кемірон підмічає, що Форман намагається копіювати поведінку Хауса, та навіть придбав однакові з ним кросівки. При обшуку Кемірон знаходить зіпсований консервований домашній томатний соус, та припускає бактеріальне зараження.
Кемірон та Форман в лабораторії проводять дослідження, входить Хаус, який виказує своє розчарування тим, що замість «крутих саморобних наркотиків», вони знайшли лише томатний соус та насміхається з Формана за однакові кросівки, який той мабуть купив з переплатою. Кемірон зазначає Хаусу, що томатний соус — джерело ботулізма та інших токсинів, які могли викликати симптоми хлопця. Хаус частково погоджується, але демонстративно сам куштує знайдений томатний соус та зазначає, що у хлопця стався судомний напад, а харчова інфекція не могла таке викликати. Лікарі починаються дискутувати що істиної причини судомного нападу, приходять до думки про отруєння фосфоорганічними речовинами. Кемірон та Форман намагаються вирішити як пацієнт ними отруївся (через шкіру або вдихаючи розпилену речовину), Кемірон пропоную вимити пацієнта щоб видалити залишки отруйної речовини зі шкіри, однак Хаус зазначає, що він вже дав таке доручення медичним сестрам.
В клініку на прийом до Хауса звертається жінка 82 років разом з сином, зі скаргами на «покращення самопочуття», яркість відчуттів «музики та зображень» та збільшення лібідо. В розмові вона починає фліртувати з Хаусом. Однак, на заперечення сина, Хаус раптово приймає рішення госпіталізувати та обстежити пацієнтку під приводом «раптової зміни особистості».
Метт без свідомості продовжує знаходитися в палаті інтенсивної терапії, монітор життєвих показників, фіксує пульс пацієнта в 37 ударів за хвилину. Мати Метта бідкається, що немає результату від годинної крапельниці пралідоксіма і можливо лікарі помилилися. Чейз вказує їй на те, що аналіз крові на органофосфати позитивний, помилки немає. Раптово у Мєтта погіршується показник пульсу — знижується до 20 ударів на хвилину, Чейз негайно прикріпляє Мєтту електроди апарата автоматичної дефібріляції, після розряду якого пульс підіймається до показників 50 ударів на хвилину. Мати наполягає на тому, щоб Чейз дав їй прогноз, що буде далі з її сином. Лікар нічого не відповідає.
Команда лікарів збирається знову, та констатує що немає ефекту від лікування пралідоксімом та потрібно вводити штучні водії ритму до серця. Розглядається можливість помилкового діагнозу «отруєння органофосфатами», однак аналізи крові вказує на зворотнє. Кемірон питає у Хауса, чи є більш дієві ліки проти органофосфатів, Хаус іронізує, однак Форман згадує, що є експериментальні препарат — гідролази проти кожного виду органофосфатів, які розробляє один професор для армії США. Хаус дає вказівку Форману зв'язатися з професором, однак Чейз вказує на те, що невідомо який тип органофосфатів спричинив отруєння — а можливих варіантів сотня. Лікарі дискутують про можливе джерело потрапляння отрути в організм Мєтта, та приходять до висновку, що потрібно повторно оглянути дім Мета. Форман — йде телефонувати професору, Кемірон — обшукувати дім, Чейз — лікувати Мєтта, а Хаус — обідати.
Чейз проводить процедуру встановлення тимчасових водіїв серцевого ритму. Процедура вдала- власний ритм серця в 36 ударів за хвилину, підіймається штучними водіями ритму до 50 ударів за хвилину.
Кемірон проводить обшук дома Мєтта. В той же час Хаус зустрічає в лікарні Вільсона. Онколог привселюдно зачитує хвалебний вірш який присвячений Хаусу. Виявляється цей вірш написала його 82 річна пацієнтка яку він обстежував в клініці. Вільсон іронічно застерігає Хауса бути з нею обережною — віддаючи результати її аналізів. В цей час Кемірон телефону Хаусу та доповідає, що вона знайшла в домі порожній балон від пестициду з назвою «дісульфатон».
Чейз розповідає матері хлопця про знахідку пестициду у них вдома, мати заперечує — каже що балон був порожній с самого початку і лікарі помиляються. Не дивлячись на аргументи Чейза — мати забороняє вводити антидот проти дісульфатона.
Хаус звертається до Кадді з вимогою в судовому порядку добитися дозволу на лікування хлопця. Кадді проти, Хаус намагається надавити, вказуючи що хлопець може скоро померти. Кадді пропонує Хаусу щоб мати хлопця підписала письмову відмову від лікування.
Хаус вперше розмовляє з матір'ю хлопця, читає їй витримки з документу про відмову від лікування, свавільно змінюючи деякі пункти, з метою показати некомпетентність матері у питаннях лікування її сина. Це бентежить мати — вона не розуміє хто перед нею, в кінці — Хаус зазначає що він той лікар який намагається врятувати її сина. Це спрацьовує — Хаус дає вказівку Кемірон вводити специфічну гідролазу, однак Кемірон каже Хаусу, що вже запізно, бо до приймального відділення лікарні тільки що доставили хлопця з аналогічними симптомами як і у Мєтта. Форман та Чейз надають невідкладну допомогу хлопцю, вводять фізіологічний розчин, атропін та виконують інтубацію трахеї. Хаус питає у Кемірон, про можливий зв'язок цього хлопця з Метом, однак — вони не пов'язані один з одним, не знайомі та живуть на відстані 10 миль один від одного.
Хаус дає вказівку збільшувати дозу ліків, навіть попри можливі ускладнення з боку сітківки у Мєтта. Також він розказує Чейзу, що мати пацієнта скаржилася Кадді, що Чейз начеб-то був наркоманом в школі (такий висновок вона зробила з першої розмови), Чейз намагається виправдатися перед Хаусом.
Кемірон з Хаусом у його кабінеті обговорюють анамнез нового хлопця з отруєнням (його ім'я — Чі) та намагаються знайти точки перетинання його з Мєттом. Спільне — лише загальна школа. Виникає припущення, що можливо вони користувалися одним шкільним автобусом.
Кемірон та Чейз намагаються оглянути шкільний автобус на стоянці. Однак водій проти. Чейз лякає водія, тим що в його автобусі отруїлось двоє підлітків які помирають. Водій надає дозвіл.
Форман та мати хлопця обговорюють поведінку Хауса. В розпал дискусії — мати помічає що Форман дуже поведінкою схожий на Хауса.
Кемірон та Чейз продовжують оглядати шкільний автобус та спілкуватися з водієм, він на фото впізнає підлітків. На питання Кемірон, водій згадує що на одній з ділянок дороги була підозріла вантажівка, яка щось розпиляла з дивним запахом.
Хаус заходить до палати з 82-річною пацієнткою та просить її сина вийти з палати, він протестує, мати просить його залишитися. Хаус починає задавати питання про інтимне життя пацієнтки. Далі вказує що пацієнтка має позитивний тест на сифіліс. Син обурується. Однак по реакції пацієнтки, Хаус робить припущення, що такий діагноз вона чує не в перше. Жінка пояснює, що це так і вона заразилася в 1939 році. Хаус пояснює — що минуле лікування сифілісу лише подавило збудника хвороби, однак хвороба повернулася і збудник хвороби — спірохети, пошкоджують мозок пацієнтки. Це пояснює її симптоми. Хаус призначає лікування високими дозами пеніціліну на 2 тижні.
Команда доповідає Хаусу що вздовж дороги де хлопці проїжджали на шкільному автобусі розпилювали етилпаратіон з метою знищити збудника лихоманки Західного Ніла. Хаус уточнює у Формана, чи мають вони відповідну гідролазу проти етилпаратіону, Форман відповідає що є, однак існує проблема — мати Мєтта подзвонила до Центру по контролю за захворюваннями (ЦКЗ) і чекає від них відповіді. Поки вона не отримає відповідь — згоди на лікування вона не надасть. Хаус змушує Кемірон спробувати переконати мати.
Кемірон розмовляє з матір'ю Мєтта, намагається її переконати змінити своє рішення. В останню мить мати змінює рішення, Кемірон починає лікування. Форман починає лікування пацієнту Лі. У обох хлопців майже одночасно починаються судомні напади. Лікарі вимушені вводити декілька доз діазепаму. У матері Мєтта починається істерика.
Форман разом з командою доповідають Хаусу про важкий стан обох хлопців та початок поліорганної недостатності. Форман констатує, що обрана гідролаза невірна та лише нашкодила. Лікарі повертаються до обговорення спільний обставин між обома пацієнтами. Приходять до висновку, що отрута вірогідно потрапила через шкіру вранці дня отруєння, і кожен з них отруївся у себе вдома, а не в загальному місці. Хаус дає розпорядження знову перевірити обидві домівки на наявність можливого джерела отрути.
В коридорі до Хауса підбігає його 82-річна пацієнтка, яка знову намагається з ним фліртувати. Пацієнтка уточнює у Хауса, що ті гарні відчуття які вона переживає — це наслідок сифіліса? Хаус підтверджує цей факт, а пацієнтка відмовляється приймати лікування щоб не втратити здобуті почуття. Лікар попереджає, що без лікування сифіліс призведе до смерті пацієнтки. Пацієнтка готова до такої участі, однак Хаус вказує їй, що ліки вб'ють лише збудника захворювання, а відновити пошкодженні ділянки мозку вже не можливо — ті відчуття які переживає жінка залишаться з нею назавжди. Жінка щаслива — і продовжує фліртувати з Хаусом.
Форман та Кемірон обшукують будинки хлопців та спілкуючись по телефону порівнюють наявну в них побутову хімію та косметику. Не знайшовши співпадінь — вони телефонують Хаусу, якому в цей час Чейз доповідає про погіршення стану показників функції печінки у Мєтта. Хаус пропонує перевірити пральний порошок. Знаходиться співпадіння. Хаус наказує везти пральний засіб в лікарню та перевірити. З Чейзом вони спілкуються з батьками Чі, однак ті заперечують що він прав речі, бо речі на ньому були нові. Хаус розчарований, але пропонує перевірити одяг Мєтта, який також був новий. Разом з Чейзом вони перевіряють одяг хлопців, з'ясовують що він зістарений на вигляд, але новий.
Команда лікарів проводить аналіз зразків одягу. Лабораторний аналізатор виявляє хімічний забрудник. Хаус у власному кабінеті разом з Вілсоном обговорюють прання нових речей. Команда заходить до кабінету та доповідає, що знайшли отруту — це фосдрін. Хаус одразу дає розпорядження вводити хлопцям відповідну гідролазу, але Форман уточнює, що мати Мєтта знову проти лікування та чекає підтвердження щодо можливого лікування від ЦКЗ.
Хаус особисто розмовляє з матір'ю Мєтта, розмова напружена, однак лунає телефонний дзвінок, матері Мєтта телефонують начеб-то з ЦКЗ та повідомляють, що наданих документів недостатньо та вони не можуть їй допомогти. Мати розчарована — та одразу дозволяє Хаусу почати лікування.
Виходячи з палати хворого, Хаус зустрічається з Чейзом, який цитує інформацію із дзвінка співробітника ЦКЗ — матері Мєтта. Стає зрозуміло — що насправді телефонував Чейз.
На тлі розпочатого лікування стан обох хлопців починає покращуватися. Мєтт приходить до свідомості, а його серцевий ритм нормалізується. Згодом свідомість повертається і до Лі.
Кемірон везе Мєта на кріслі колісному, поряд йде його мати. Лікар розповідає про причини чому хлопець захворів. Хлопець вибачається перед матір'ю за те що придбав крадені штани за 5 доларів. Мати вибачається за надмірну суворість до хлопця.
Форман розповідає Хаусу, що забруднені штани продавав невідомий хлопець біля школи, який перед цим працював на кукурудзяному полі яке оброблялося хімікатами. Хаус знову іронізує та намагається звинуватити Формана в гарному упередженому ставленні до хлопця та його матері. Мати Мєтта зустрічає Хауса та Формана в коридорі, та каже Хаусу що їй телефонували знову із ЦКЗ, однак не засуджує лікарів. Сину, який побачив Хауса та Формана вперше — відрекомендовує їх так «це зарозумілі гади які тебе врятували». Кемірон почувши це — посміхається. Хаус та Форман заходять в ліфт та мовчазно порівнюють себе в однакових кросівках.

## Остаточний діагноз в серії
Діагноз для двох хлопців — Отруєння фосфоорганічними речовинами (фосдрін).
Діагноз для 82-річної пацієнтки — сифіліс (нейросифіліс).